# Graciosa (vino)
Graciosa es una indicación geográfica portuguesa -en portugués, Indicação de Proveniência Regulamentada (IPR)- para vinos producidos en la isla de Graciosa del archipiélago de las Azores, abarcando la zona de producción parte del concelho de Santa Cruz.
Los vinos de Graciosa pueden ser únicamente blancos, producidos con las variedades de Verdelho, Arinto (Pedernã), Terrantez, Malvasia Fina e Fernão Pires (Maria Gomes). Generalmente son vinos frescos, secos y bastante afrutados.